# مارک شاتل‌ورث
مارک ریچارد شاتِل وِرث (به انگلیسی: Mark Shuttleworth) (زادهٔ ۱۸ سپتامبر ۱۹۷۳ در ولکم)، کارآفرین، برنامه نویس رایانه، مدیر یک مؤسسه اقتصادی و اولین توریست فضایی آفریقایی و دومین فرد در جهان است که با مخارج شخصی خود به مسافرت فضایی رفت. شاتل ورث مؤسس شرکت کنونیکال ال‌تی‌دی در سال ۲۰۰۴ که پس از جدایی از پروژه دبیان آن را تأسیس کرد. او در حال حاضر در جزیره من زندگی می‌کند و دارای دو تابعیت از پادشاهی متحده و آفریقای جنوبی می‌باشد.

## زندگی‌نامه
در ۱۸ سپتامبر ۱۹۷۳ در شهر ولکم در کشور آفریقای جنوبی به دنیا آمد. پس از گذراندن دوره کالج در Diocesan College موفق به اخذ مدرک Business Science و Information Systems از دانشگاه Cape Town شد. شاتل ورث در سن ۲۲ سالگی در سال ۱۹۹۵شرکت Thawte که در زمینه امنیت شبکه و اینترنت فعالیت می‌کرد را بنیان نهاد و در دسامبر ۱۹۹۹ به قیمت ۵۷۵ میلیون دلار آن را به شرکت VeriSign واگذار نمود و در سال ۲۰۰۴ شرکت Canonical Ltd را به منظور تهیه و تولید نرم‌افزارهای اُپن سورس و پشتیبانی ار آنها تأسیس کرد.

## فعالیت‌ها
علاقه شاتل‌ورث به فناوری‌های جدید و استعداد و مهارت وی به عنوان یک کارآفرین در بین فعالین و توسعه‌دهندگان نرم‌افزارهای آزاد و متن‌باز از او شخصیتی کم‌نظیر ساخته‌است. این توانایی‌ها موجب شد تا در ۲۲ سالگی شرکتی تأسیس کند که تنها چهار سال بعد میلیون‌ها ارزش داشت و در ۲۶ سالگی یک میلیونر باشد. اما تنها این شاخص‌های مالی نیست که نقش او را در دنیای نرم‌افزار آزاد و متن‌باز برجسته می‌کند.

### لینوکس
نگاه ویژه او به آزادی نرم‌افزار و موفقیت الگوی مورد نظرش در فراگیر کردن استفاده از لینوکس نقطه‌عطفی است که نرم‌افزارهای آزاد و متن‌باز را در زمینه‌های گوناگونی چون فراگیری، تجارت، آموزش عمومی و… گامی به پیش برده‌است. این موفقیت تا آنجاست که امروز توزیع اوبونتو جزو توزیع‌های محبوب در بین کاربران است.
شاتل ورث در سال ۱۹۹۰ به عضویت تیم گسترش‌دهندگان توزیع لینوکس دبیان درآمد و پس از خروج وی از این تیم سرانجام در سال ۲۰۰۴ توسعهٔ توزیع Ubuntu را براساس توزیع دبیان در شرکت تاره تأسیس‌اش آغاز کرد. او در سال ۲۰۰۱ مؤسسهٔ غیرانتفاعی خیریه Shuttleworth Foundation را تأسیس کرد و از پیشگامان صنعت اُپن سورس و آمورش رایگان در مؤسسه Freedom Toaster در آفریقای جنوبی بود.

### پروژه KDE
همچنین در ۱۵ اکتبر ۲۰۰۶ بود که طی اطلاعیه‌ای اعلام شد که مارک ریچارد شاتل ورث به عنوان اسپانسر و حامی پروژه KDE معرفی شده و با توجه به مدیریت وی در پروژه اوبونتو و مدیریت شرکت کنونیکال می‌توانست خبر مسرت‌بخشی برای توسعه‌دهندگان و کاربران میزکار KDE باشد.

### سفر فضایی

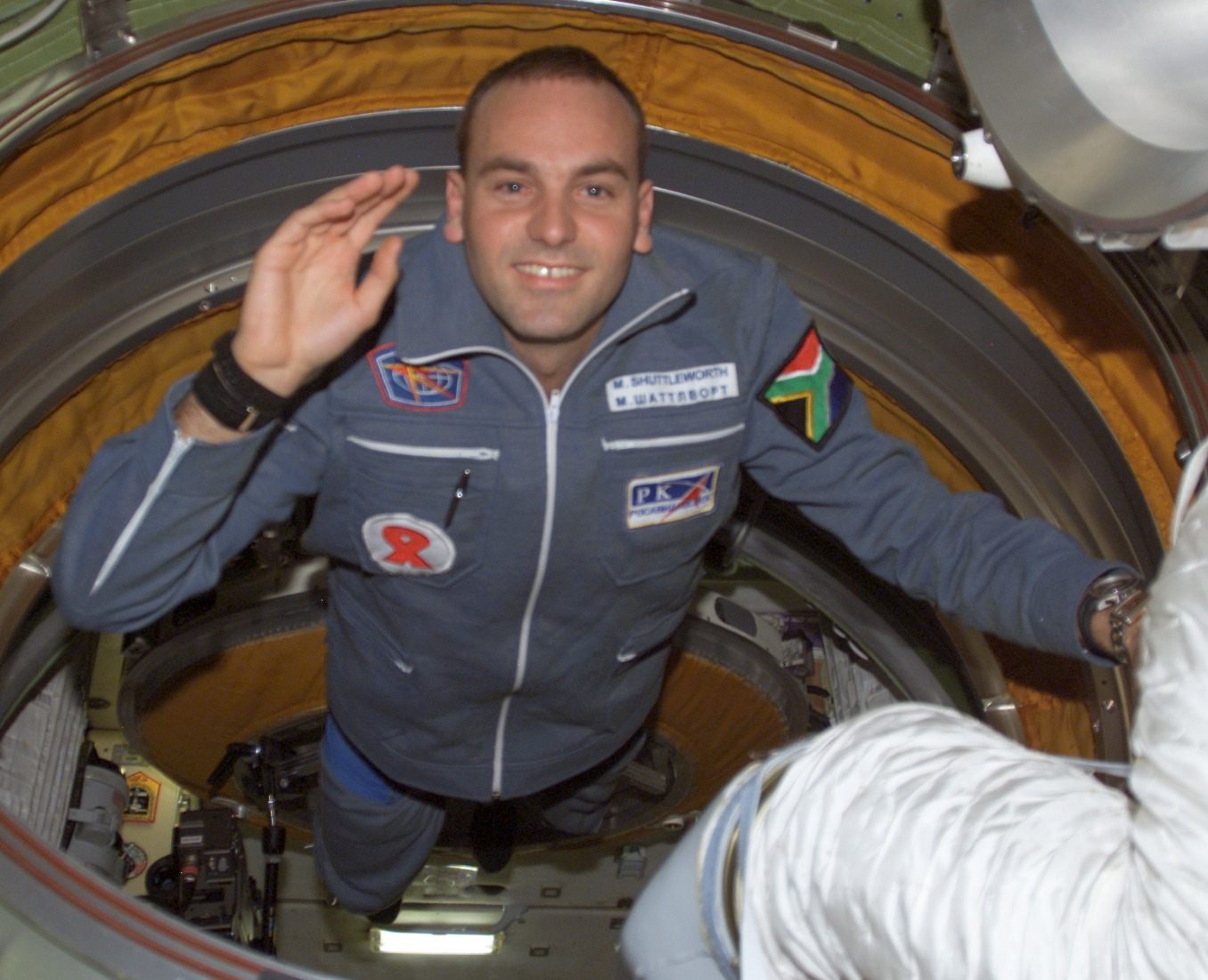
شاتل‌ورث در ایستگاه فضایی بین‌المللی

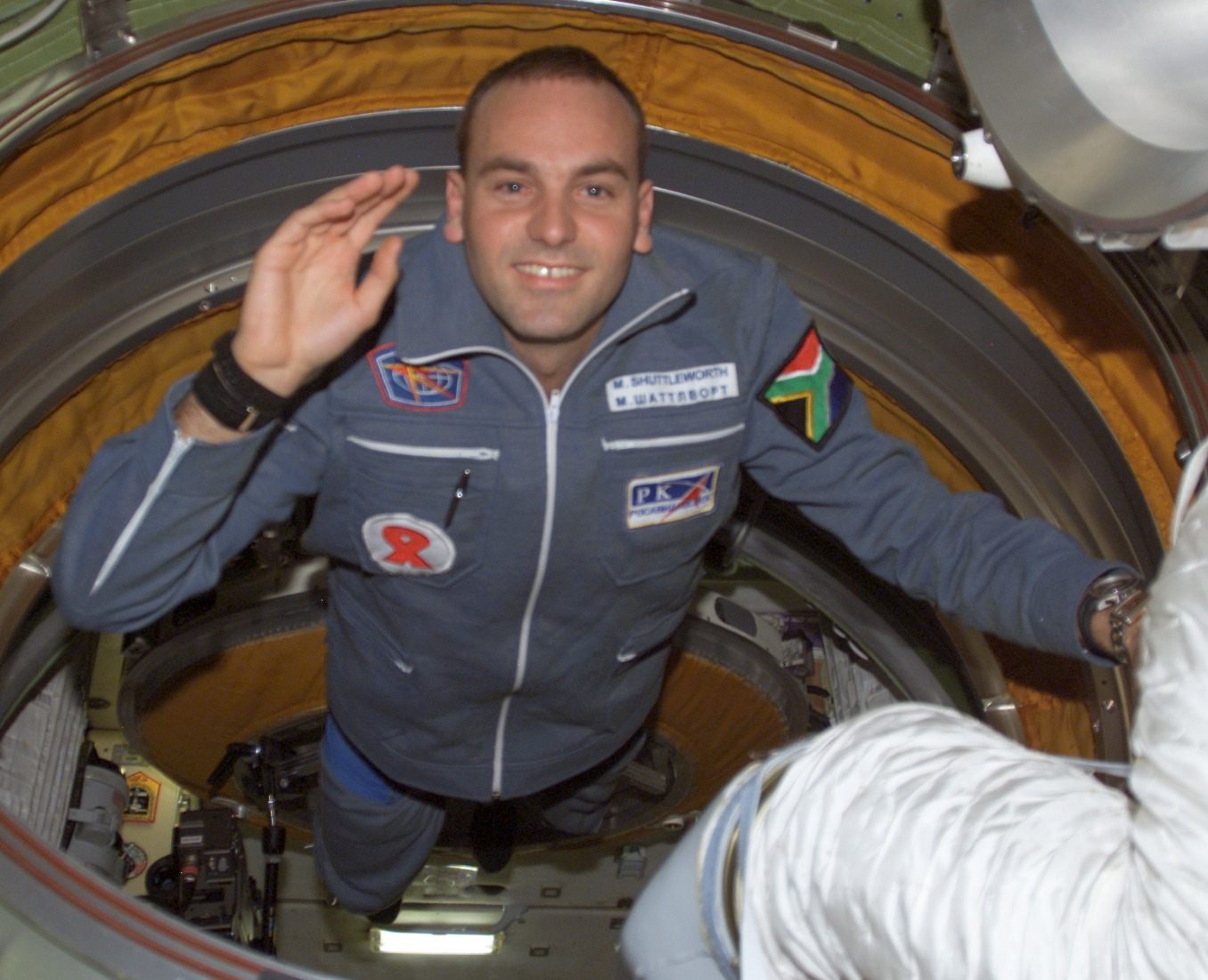
شاتل‌ورث در ایستگاه فضایی بین‌المللی

شاتل‌ورث در ۲۵ آوریل ۲۰۰۲ با هزینه ۲۰ میلیون دلار به همراه شاتل فصایی Soyuz در طی مأموریت TM-۳۴ سفر فضایی خود را آغاز کرد که بعد از ۲ روز به ایستگاه فضایی بین‌المللی رسید و در ۵ می ۲۰۰۲ هم به زمین بازگشت. او برای این سفر فضایی متحمل ۲۰ میلیون دلار شد که این مبلغ برابر درآمد ۱ سال او بود.
زمانی که او در سفر فضایی بود با رهبر انقلابی آفریقای جنوبی یعنی نلسون ماندلا، یک دحتر ۱۴ ساله اهل آفریقای جنوبی یه نام میشل فوستر با استفاده از کنفرانس رادیویی برای دقایقی مکالماتی داشت.

### تأسیس بنیاد شاتل‌ورث
شاتل‌ورث علاوه بر سفر توریستی به فضا، بررسی ریسک سرمایه‌گذاری در فناوریهای جدید و انتشار نسخه‌های اوبونتو علایق دیگری هم دارد. به عنوان نمونه او با ایجاد بنیاد شاتل‌ورث تلاش کرده تا به بهبود وضع آموزش در کشورهای در حال توسعه به ویژه در آفریقا کمک کند. در حقیقت اهداف او در این بنیاد یکی از دلایلی بود که موجب شد لزوم وجود یک چهارچوب آزاد نرم‌افزاری برای آموزش کودکان را احساس کند و در پی ایجاد توزیعی چون اوبونتو برود.

## زندگی‌نامه
در ۱۸ سپتامبر ۱۹۷۳ در شهر ولکوم در کشور آفریقای جنوبی به دنیا آمد. پس از گذراندن دوره کالج در Diocesan College موفق به اخذ مدرک Business Science و Information Systems از دانشگاه Cape Town شد. شاتل ورث در سن ۲۲ سالگی در سال ۱۹۹۵شرکت Thawte که در زمینه امنیت شبکه و اینترنت فعالیت می‌کرد را بنیان نهاد و در دسامبر ۱۹۹۹ به قیمت ۵۷۵ میلیون دلار آن را به شرکت VeriSign واگذار نمود و در سال ۲۰۰۴ شرکت Canonical Ltd را به منظور تهیه و تولید نرم‌افزارهای اُپن سورس و پشتیبانی ار آنها تأسیس کرد.

## فعالیت‌ها
علاقه شاتل‌ورث به فناوری‌های جدید و استعداد و مهارت وی به عنوان یک کارآفرین در بین فعالین و توسعه‌دهندگان نرم‌افزارهای آزاد و متن‌باز از او شخصیتی کم‌نظیر ساخته‌است. این توانایی‌ها موجب شد تا در ۲۲ سالگی شرکتی تأسیس کند که تنها چهار سال بعد میلیون‌ها ارزش داشت و در ۲۶ سالگی یک میلیونر باشد. اما تنها این شاخص‌های مالی نیست که نقش او را در دنیای نرم‌افزار آزاد و متن‌باز برجسته می‌کند.

### لینوکس
نگاه ویژه او به آزادی نرم‌افزار و موفقیت الگوی مورد نظرش در فراگیر کردن استفاده از لینوکس نقطه‌عطفی است که نرم‌افزارهای آزاد و متن‌باز را در زمینه‌های گوناگونی چون فراگیری، تجارت، آموزش عمومی و… گامی به پیش برده‌است. این موفقیت تا آنجاست که امروز توزیع اوبونتو جزو توزیع‌های محبوب در بین کاربران است.
شاتل ورث در سال ۱۹۹۰ به عضویت تیم گسترش‌دهندگان توزیع لینوکس دبیان درآمد و پس از خروج وی از این تیم سرانجام در سال ۲۰۰۴ توسعهٔ توزیع Ubuntu را براساس توزیع دبیان در شرکت تاره تأسیس‌اش آغاز کرد. او در سال ۲۰۰۱ مؤسسهٔ غیرانتفاعی خیریه Shuttleworth Foundation را تأسیس کرد و از پیشگامان صنعت اُپن سورس و آمورش رایگان در مؤسسه Freedom Toaster در آفریقای جنوبی بود.

### پروژه KDE
همچنین در ۱۵ اکتبر ۲۰۰۶ بود که طی اطلاعیه‌ای اعلام شد که مارک ریچارد شاتل ورث به عنوان اسپانسر و حامی پروژه KDE معرفی شده و با توجه به مدیریت وی در پروژه اوبونتو و مدیریت شرکت کنونیکال می‌توانست خبر مسرت‌بخشی برای توسعه‌دهندگان و کاربران میزکار KDE باشد.

### سفر فضایی
شاتل‌ورث در ۲۵ آوریل ۲۰۰۲ با هزینه ۲۰ میلیون دلار به همراه شاتل فصایی Soyuz در طی مأموریت TM-۳۴ سفر فضایی خود را آغاز کرد که بعد از ۲ روز به ایستگاه فضایی بین‌المللی رسید و در ۵ می ۲۰۰۲ هم به زمین بازگشت. او برای این سفر فضایی متحمل ۲۰ میلیون دلار شد که این مبلغ برابر درآمد ۱ سال او بود.
زمانی که او در سفر فضایی بود با رهبر انقلابی آفریقای جنوبی یعنی نلسون ماندلا، یک دحتر ۱۴ ساله اهل آفریقای جنوبی یه نام میشل فوستر با استفاده از کنفرانس رادیویی برای دقایقی مکالماتی داشت.

### تأسیس بنیاد شاتل‌ورث
شاتل‌ورث علاوه بر سفر توریستی به فضا، بررسی ریسک سرمایه‌گذاری در فناوریهای جدید و انتشار نسخه‌های اوبونتو علایق دیگری هم دارد. به عنوان نمونه او با ایجاد بنیاد شاتل‌ورث تلاش کرده تا به بهبود وضع آموزش در کشورهای در حال توسعه به ویژه در آفریقا کمک کند. در حقیقت اهداف او در این بنیاد یکی از دلایلی بود که موجب شد لزوم وجود یک چهارچوب آزاد نرم‌افزاری برای آموزش کودکان را احساس کند و در پی ایجاد توزیعی چون اوبونتو برود.